# 塞基興
瓦勒湖畔塞基興（德語：Seekirchen am Wallersee），简称塞基興（Seekirchen）是奧地利的城鎮，位於該國北部，距離首府薩爾茨堡州15公里，由薩爾茨堡州負責管轄，面積50.27平方公里，海拔高度512米，2012年人口9,945。